# 源氏物語聞書 (牡丹花肖柏)
源氏物語聞書（げんじものがたりききがき）とは、牡丹花肖柏による一条兼良や宗祇の講釈を記録した「聞書」と呼ばれる形態の源氏物語の注釈書である。「源氏物語聞書」と呼ばれる注釈書は本書を含め数多く存在するが、本書は最も代表的な「源氏物語聞書」であり、単に「源氏物語聞書」とだけ言うときには本書のことを指すことも多い。肖柏による源氏物語聞書であることから「肖柏聞書」と呼ばれることもある。

## 概要
一条兼良や宗祇の源氏物語についての講釈の内容を肖柏が書き残したものである。肖柏の弟子にあたる三条西実隆による源氏物語の注釈書である「弄花抄」に非常に近い形式と内容を持っており、三条西実隆は何度か本書を借り受けて弄花抄の作成に役立てていたと考えられる。肖柏の師である宗祇が、源氏物語についてはいくつかの著作はあるものの、「種玉編次抄」、「雨夜談抄」、「紫塵愚抄」、「源氏物語不審抄出」といったいずれも特定の問題についてのみ論じた限定的なものしか残されていないため、この「源氏物語聞書」は室町時代後半に主流となる三条西家の源氏学、あるいは地下の連歌師による源氏学にとって祖本的位置づけを持つ注釈書である。

## 成立の経緯
肖柏は数回に亘って一条兼良や宗祇による源氏物語についての講釈を受けており、以下のように本書は一度成立した後も数次にわたって加筆訂正が行われたと見られる記述が奥書などで確認出来る。
- 文明7年（1475年）宗祇からの初めての講釈を受ける。
- 文明8年5月9日（1476年5月31日）一応の完成を見る（「第一次本」の成立）。
- 同年7月中旬から物語本文との校合を始め、同年10月上旬に物語本文との校合を終える。
- 文明9年（1477年）2月　第一次本に訂正を加える。
- 文明12年3月20日（1480年4月29日）一条兼良と問答を行う
- この間に「花鳥余情」と「別注之秘訣」を手に入れる[注釈 1]。
- 文明13年10月10日（1481年11月1日）中院通秀に「別注之秘訣」を貸与する
- 文明18年6月16日（1486年7月17日）　加筆を行う[4]。
- 長享3年3月18日（1489年4月18日）　肖柏は再度宗祇の講釈を受けて追加訂正を行う（「第二次本」の成立）。
- 永正元年（1504年）　三条西実隆が借り受けて書写する[注釈 2]。
- 永正7年（1510年）　三条西実隆は再び本書を借り受ける[注釈 3]。
- 永正16年（1519年）　このころまで手を入れていたと見られる[5]。

## 内容
基本的には巻序を追って注釈を加えられているが、はじめに「料簡」として「作者」、「大意」、「時代」、「諸本不同」、「題号」、「源氏姓」、「準拠」、「古来称美」が記されており、これらはそのまま「弄花抄」及び「細流抄」などそれに続く三条西家の注釈書に受け継がれている。

## 伝本
三矢重松旧蔵、山脇毅によって紹介された現國學院大學蔵本が最も良質の伝本であるとされているが、この國學院大學蔵本は桐壺から松風までしかない残欠本である。その他に「弄花」と題された大東急記念文庫蔵本があるが、別人による大幅な加筆があると考えられている。

## 翻刻
- 伊井春樹編『源氏物語古註集成 8 弄花抄 付源氏物語聞書』桜楓社、1983年（昭和58年）。